# Jakow Wjatscheslawowitsch Trenin
Jakow Wjatscheslawowitsch Trenin (russisch Яков Вячеславович Тренин; englische Transkription: Yakov Vyacheslavovich Trenin; * 13. Januar 1997 in Tscheljabinsk) ist ein russischer Eishockeyspieler, der seit Juli 2024 bei den Minnesota Wild aus der National Hockey League (NHL) unter Vertrag steht. Zuvor verbrachte der Center über Jahre in der Organisation der Nashville Predators und spielte kurzzeitig für die Colorado Avalanche.

## Karriere
Jakow Trenin begann seine Karriere als Eishockeyspieler in seiner Geburtsstadt in der Nachwuchsabteilung von HK Traktor Tscheljabinsk. Zur Saison 2014/15 wechselte der Russe nach der Auswahl im CHL Import Draft nach Nordamerika zu den Olympiques de Gatineau aus der Ligue de hockey junior majeur du Québec (LHJMQ). Der Center wurde im NHL Entry Draft 2015 in der zweiten Runde als insgesamt 55. Spieler von den Nashville Predators aus der National Hockey League (NHL) ausgewählt.
In deren Organisation kam Trenin ab der Saison 2017/18 regelmäßig für das Farmteam Milwaukee Admirals in der American Hockey League (AHL) zum Einsatz, nachdem er in den Playoffs der Spielzeit 2015/16 für das Team im Profibereich sein Debüt gefeiert hatte. Zu Beginn der Saison 2019/20 stand er erstmals für Nashville in der NHL auf dem Eis und absolvierte für die Preds bis zum Saisonende 21 Partien. Die Off-Season vor der Spielzeit 2020/21 verbrachte er in seiner Heimat beim SKA Sankt Petersburg, sodass er erstmals in der Kontinentalen Hockey-Liga (KHL) auflief. Im weiteren Verlauf etablierte er sich im NHL-Aufgebot der Predators.
Nach über acht Jahren in Nashville wurde Trenin im März 2024 samt Graham Sward an die Colorado Avalanche abgegeben, während Jeremy Hanzel und ein Drittrunden-Wahlrecht im NHL Entry Draft 2025 in die Gegenrichtung wechselten. In Colorado beendete er die Spielzeit 2023/24 und wechselte anschließend als Free Agent zu den Minnesota Wild, wo er einen Vierjahresvertrag mit einem Gesamtvolumen von 14 Millionen US-Dollar erhielt.

### International
Für Russland nahm Trenin im Juniorenbereich an der U20-Junioren-Weltmeisterschaft 2017 teil und gewann mit seiner Mannschaft die Bronzemedaille. In sieben Turnierspielen erreichte er vier Scorerpunkte, darunter zwei Tore.

## Erfolge und Auszeichnungen
- 2015 Teilnahme am CHL Top Prospects Game
- 2017 Bronzemedaille bei der U20-Junioren-Weltmeisterschaft

## Karrierestatistik
Stand: Ende der Saison 2024/25

### International
Vertrat Russland bei:
- U20-Junioren-Weltmeisterschaft 2017

(Legende zur Spielerstatistik: Sp oder GP = absolvierte Spiele; T oder G = erzielte Tore; V oder A = erzielte Assists; Pkt oder Pts = erzielte Scorerpunkte; SM oder PIM = erhaltene Strafminuten; +/− = Plus/Minus-Bilanz; PP = erzielte Überzahltore; SH = erzielte Unterzahltore; GW = erzielte Siegtore; 1 Play-downs/Relegation; Kursiv: Statistik nicht vollständig)